# 威爾金森 (印地安納州)
威爾金森（英語：Wilkinson）是一個位於美國印地安納州漢考克縣的城鎮。

## 人口
根據2010年美國人口普查的數據，威爾金森的面積為0.49平方千米，當中陸地面積為0.49平方千米，而水域面積為0.00平方千米。當地共有人口449人，而人口密度為每平方千米916人。